# Тарабрин, Александр Георгиевич
Алекса́ндр Георгиевич Тара́брин (род. 24 апреля 1985) — российский, казахстанский пловец, мастер спорта международного класса.

## Биография
А. Тарабрин родился в Волгограде в 1985 году.
с 2003 по 2010 год — член сборной команды России по плаванию. Неоднократный чемпион России[когда?]. Призёр этапов Кубка мира[когда?].
С осени 2010 по май 2016 выступал за Республику Казахстан.
Рекордсмен Республики Казахстан на дистанциях 50, 100, 200 метров на спине. 21-кратный чемпион Республики Казахстан. Чемпион Израиля (2011). 6-ти кратный Чемпион Украины (2012—2013). Чемпион Белоруссии (2014). Чемпион Турции (2013). На Кубке РК в Павлодаре он подтвердил своё право на лицензию на дистанции 100 метров на спине, а затем в составе сборной Казахстана в эстафете 4 по 100 метров на спине.
Выполнил олимпийский норматив на 100 и 200 метров на спине.
Чемпион III летней спартакиады РК на дистанциях 100 и 200 метров на спине.
На Олимпиаде — 2012 в Лондоне на 100-метровке был 38-м, а 200-метровке — 31-м.
В 2013 году на Азиатских играх, которые проходили в городе Инчхон, Южная Корея, стал победителем на дистанции 100 метров на спине. Рекордсмен Азиатских Игр 2013 на дистанции 100 м на спине.